# Ladybird Ladybird
Ladybird Ladybird is een Britse dramafilm uit 1994 onder regie van Ken Loach.

## Verhaal
Maggie heeft vier kinderen bij vier verschillende mannen. Ze heeft ze allemaal verlaten, omdat ze haar mishandelden. Bij een brand raken de kinderen van Maggie gewond. Ze verliest haar ouderlijke macht, omdat de kinderbescherming haar ongeschikt vindt als moeder. Maggie leert Jorge kennen en ze krijgen samen een kind. De kinderbescherming wil ook dat kind bij haar wegnemen.

## Rolverdeling
| Acteur           | Personage         |
| ---------------- | ----------------- |
| Crissy Rock      | Maggie Conlan     |
| Vladimir Vega    | Jorge             |
| Sandie Lavelle   | Mairead           |
| Mauricio Venegas | Adrian            |
| Ray Winstone     | Simon             |
| Clare Perkins    | Jill              |
| Jason Stracey    | Sean              |
| Luke Brown       | Mickey            |
| Lily Farrell     | Serena            |
| Scottie Moore    | Vader van Maggie  |
| Linda Ross       | Moeder van Maggie |
| Kim Hartley      | Maggie (5 jaar)   |